# 16191 Rubyroe
16191 Rubyroe è un asteroide della fascia principale. Scoperto nel 2000, presenta un'orbita caratterizzata da un semiasse maggiore pari a 2,4091859 UA e da un'eccentricità di 0,2138462, inclinata di 0,40530° rispetto all'eclittica.
Dal 13 ottobre all'11 novembre 2000, quando 17190 Retopezzoli ricevette la denominazione ufficiale, è stato l'asteroide denominato con il più alto numero ordinale. Prima della sua denominazione, il primato era di 15077 Edyalge.
L'asteroide è dedicato a Ruby Bell Neihart Roe, moglie dello scopritore.